# Ocotea subrutilans
Ocotea subrutilans är en lagerväxtart som beskrevs av Carl Christian Mez. Ocotea subrutilans ingår i släktet Ocotea och familjen lagerväxter. Inga underarter finns listade i Catalogue of Life.